# Ralf Krauter
Ralf Krauter (* 1972 in Esslingen) ist ein deutscher Physiker, Wissenschaftsjournalist und Hörfunkmoderator zu den Themenbereichen Physik, Technik, Forschungspolitik.

## Leben
Krauter studierte Physik in Stuttgart, Freiburg und Brighton. Nach dem Physikdiplom begann er ein wissenschaftsjournalistisches Volontariat beim Deutschlandfunk und wurde 2004 freier Journalist für das Deutschlandradio, die ARD und Zeitungen. Außerdem gab er Seminare als Medientrainer. Seit 2013 ist er Redakteur und Moderator der Sendung  „Forschung Aktuell“ im Deutschlandfunk. Für dessen Ausgabe an Feiertagen Wissenschaft im Brennpunkt ist er an über 40 Sendungen beteiligt.

## Auszeichnungen
- 2005: Georg von Holtzbrinck Preis für Wissenschaftsjournalismus[5] für „Schön gerechnet – Die Lebenslüge der klinischen Forschung“ und „Meilensteine zum Mythos: Wie Albert Einstein vom Wissenschaftler zum Weltstar wurde“[6]
- 2006: Medienpreis Luft- und Raumfahrt und Ludwig-Bölkow-Journalistenpreis für das Feature „Fliegen wie ein Vogel: Drachenbauer verwirklichen Otto Lilienthals Traum“
- 2010: Journalistenpreis für Informatik des Saarlandes für „Rechnen mit Qubits: Die Computer der Zukunft nehmen Gestalt an“
- 2011: Conrad-Matschoß-Preis für Technikgeschichte

## Veröffentlichungen
- Jan Lublinski, Ralf Krauter, Frank Grotelüschen: e=mc² Albert Einstein - Wie der Wissenschaftler noch heute die Welt aus den Angeln hebt, Random House Audio, 25. April 2005, ISBN 3-89830-951-7.